# David Carreira
David Araújo Antunes Carreira (Essonne, França, 30 de juliol del 1991) és un cantant portuguès de pop més conegut pel seu nom artístic, David Carreira. És conegut a Portugal i a França on hi ha publicat diferents àlbums amb música pop, rap, hip-hop, dance i R&B. Els seus àlbums han estat col·locats al més alt de les llistes de venda de França i Portugal. El seu senzill més conegut és "Obrigado la famille". Ha comptat amb la participació de Snoop Dog o Boss AC entre altres artistes per gravar els seus àlbums. El cantant és fill del cèlebre cantant Tony Carreira, l'un dels més coneguts i respectats a Portugal. El seu germà, Mickael Carreira també va començar la seva carrera artística com a cantant de música pop llatina al 2007.

## Discografia
Àlbums d'estudi
- Nº1 (2011)
- A força está em nós (2013)
- Tout recommencer (2014)
- 3 (2015)

Singles
- Esta noite (2011)
- Falling Into You (2012)
- Don't Stop The Party (2012)
- Baby Fica (2013)
- Obrigado la famille (2013)
- Boom (2014)
- Rien à envier (2014)
- Viser le KO (2014)
- Piquer (2015)
- Primeira Dama (2015)
- In Love (2015)